# Nyköpingshus
58°44′55″N 17°00′42″Ø / 58.74861°N 17.01167°Ø
Nyköpingshus (Nyköpings slott) var en middelalderborg ved Nyköpingsån i byen Nyköping i Södermanland i Sverige. Den ligger nu delvis i ruiner. 
Borgen var et kastel fra slutningen af 1100-tallet, som blev udvidet i flere omgange. Det var formentlig Birger Jarl som begyndte opførelsen. På Albrecht af Mecklenburgs tid havde den tyske ridder Raven van Barnekow borgen i forlening og foretog vigtige byggearbejder. En senere ejer var Bo Jonsson Grip.
I middelalderen blev der foretaget yderligere om-og tilbyginger. Gustav Vasa forstærkede borgen, og der er bevaret et rundt kanontårn fra hans tid. 
I slutningen af 1500-tallet byggede hertug Karl (senere Karl 9. af Sverige) borgen om til et renæssanceslot. Slottet brændte ned sammen med byen i 1665 og blev ikke genopført. Dele af bygningsmaterialerne blev i stedet benyttet til ombygning af Stockholms Slot.
I 1900-tallet restaureredes dele af slottet, og det rummer blandt andet Sörmlands museums permanente udstillinger.

## Hændelser på slottet
Den 11. december 1317 fandt ifølge Erikskrøniken Nyköpings gæstebud sted på ridderborgen. Denne julefest endte fatalt for kong Birger Magnussons brødre, hertugerne Erik og Valdemar.
Nyköping-recessen blev undertegnet på Nyköpingshus 20. september 1396. Det er en af de vigtigste hændelser i Norden i middelalderen og var en forudsætning for dannelsen af Kalmarunionen året efter.
Svante Sture d.y. og Märta Eriksdotter (Leijonhuvud) fejrede deres bryllup på Nyköpingshus 3. marts 1538.
Karl 9. døde her 30. oktober 1611 og Karl 10. Gustav blev født på slottet 8. november 1622.

## Bildgalleri
- Fængselstårnet

## Eksterne kilder og henvisninger
- Wikimedia Commons har flere filer relateret til Nyköpingshus
- Nyköpingshus historie Arkiveret 17. december 2007 hos  Wayback Machine